# NGC 6671
NGC 6671 (другие обозначения — UGC 11299, MCG 4-44-6, ZWG 143.6, IRAS18354+2622, PGC 62148) — галактика в созвездии Лира.
Этот объект входит в число перечисленных в оригинальной редакции «Нового общего каталога».